# Meyna spinosa
Meyna spinosa är en måreväxtart som beskrevs av William Roxburgh och Heinrich Friedrich Link. Meyna spinosa ingår i släktet Meyna och familjen måreväxter. Inga underarter finns listade i Catalogue of Life.